# Kurt Jansson
Kurt Gunnar Jansson, född 20 november 1915 i Norrmark, död 13 januari 1998 i Helsingfors, var en finländsk FN-tjänsteman.
Jansson blev filosofie magister 1938. Han tjänstgjorde under krigsåren vid Krigsinvalidernas brödraförbund och engagerades i början av 1950-taket vid FN, där han främst arbetade med sociala frågor och utvecklingsbistånd samt katastrofhjälp. Han blev 1953 FN:s förste tjänsteman från ett land som inte var medlem av världsorganisationen och avancerade 1962 till biträdande chef för avdelningen för socialpolitik vid högkvarteret i New York samt var dess chef 1970–1972.
Senare under sin FN-karriär, som varade fram till 1985 och därmed var den dittills längsta en finländare lagt bakom sig, innehade Jansson ledande poster vid FN:s utvecklingsprogram (UNDP) i Pakistan och Nigeria, och var generalsekreterarens representant vid hjälpaktioner i Kambodja, Etiopien (skildrad i hans bok The Ethiopian famine, 1987) och Beirut. Han utnämndes 1980 till biträdande generalsekreterare.
År 1992 utgav han sina memoarer under titeln Maailmanjärjestön mies.